# خف السيدة (نبات)
خف السيدة(الاسم العلمي:Cypripedium) هو جنس من النباتات يتبع الفصيلة السحلبية من رتبة الهليونيات. تتضخم إحدى بتلات الزهرة مكونة شفة خاصة مما يجعلها تشبه الخف. وهناك نوع من خف السيدة يسمى «المعجباني» يجمع بين اللونين القرنفلى والأبيض، ويتميز بأزهار بيضاء كبيرة، ولكن شفته مشوبه بمسحة لامعة من اللون الأرجواني المائل للقرنفلي المسود. أما خف السيدة الأصفر ، فيتميز بأزهار جميلة شمعية صفراء. وزهور خف السيدة القرنفلي ذات شفاه قرنفلية أو بيضاء مخملية تميزها عروق حمراء. وينمو خف السيدة الصغير في الأماكن الرطبة.

## أنواع نبات خف السيدة
- خف السيدة الأصفر
- خف السيدة الألاسكي
- خف السيدة الأنيق
- خف السيدة التيبتي
- خف السيدة الجبلي
- خف السيدة الحزيمي
- خف السيدة الرخو
- خف السيدة السيشواني
- خف السيدة الشانكسي
- خف السيدة الضعيف
- خف السيدة الفارغيسي
- خف السيدة الفورموزي
- خف السيدة الفوريستي
- خف السيدة الكاليفورني
- خف السيدة الكولومبي
- خف السيدة الماليبوني
- خف السيدة المبيض
- خف السيدة المصفر
- خف السيدة المنتفخ
- خف السيدة المنقط
- خف السيدة الهنري
- خف السيدة الهيمالاي
- خف السيدة الواردي
- خف السيدة الياباني
- خف السيدة اليوناني
- خف السيدة أليف الكالسيوم
- خف السيدة صغير الأزهار
- خف السيدة صغير السداة
- خف السيدة عديم الساق
- خف السيدة كبير السداة